# Tyrodes
Tyrodes (лат.) — род мелких коротконадкрылых жуков из подсемейства ощупники (Pselaphinae, Staphylinidae). Восточная и Южная Азия. Около 10 видов.

## Распространение
Встречается во Вьетнаме, Сингапуре, Китае, Непале, Индии, Шри-Ланке и на Дальнем Востоке России.

## Описание
Мелкие красноватые или коричневатые коротконадкрылые жуки-ощупники, длина тела около 2 мм. Представители Tyrodes морфологически похожи на представителей голарктического и ориентального рода Tyrus Aubé, с которым его роднит сходный общий габитус, сходные формы максиллярных щупиков и пронотума. Виды Tyrodes могут быть отделены от них меньшими размерами тела, пунктированной нечеткой лобной фовеей головы, тем, что первый видимый тергит (IV) заметно длиннее второго (V), а также обычно удлиненным толстым эдеагусом с короткой срединной лопастью. Тогда как у Tyrus лобная фовеа (ямка) отчётливая, IV тергит меньше V, а эдеагус более тонкий и имеет более длинную срединную лопасть.

## Систематика
Род был впервые описан в 1908 году французским энтомологом Ашилем Раффре (1844—1923). Tyrodes включён в подтрибу жуков-ощупников Tyrina трибы Tyrini. Включает около 10 видов.
- Tyrodes championi (Jeannel, 1960) — Индия[4]
- Tyrodes clavatus (Raffray, 1895) — Сингапур[5]
- Tyrodes histrio (Schaufuss, 1887)typus — Шри-Ланка[6]
- Tyrodes janetscheki Besuchet, 1970 — Непал[7]
- Tyrodes jenisi Yin, Zi-Wei & Li-Zhen Li, 2013 — Китай[1]
- Tyrodes segrex Kurbatov, 1990 — Дальний Восток России (Уссурийский заповедник)[8]
- Tyrodes setosus Jeannel, 1957 — Вьетнам[9]
- Tyrodes tibialis Zhang & Yin, 2023 — Китай[2]